# Dumuzi
Dumuzi (Soemerisch: 𒌉𒍣𒉺𒇻), ook bekend als Dumizid, Doemoezi, Damuzid of Damu, was een godheid in het oude Mesopotamië.  Evenals Gizzida werd de god beschouwd als bewaker van een hemelpoort. Hij is in de Hebreeuwse Bijbel bekend als god van de herders onder de latere benaming Tammuz (Ezechiël 8:14).
Hij was waarschijnlijk een historisch persoon die door latere generaties als een god werd vereerd. Van de historische koning is vrijwel niets bekend. Hij was waarschijnlijk een Sumerische koning van Uruk, vroeg in het 3e millennium v.Chr. Volgens een oude Babylonische tekst van het Gilgamesj-epos werd hij geboren uit Nininsinna nadat zij Pibalsag bij een rivieroever huwde. 
De Sumerische koningslijst vermeldt twee Dumuzi's: een "Dumuzi de herder", die vóór de zondvloed 36.000 jaar in Badtibira geregeerd zou hebben, en een "Dumuzi de visser, wiens stad Kua was", genoemd als vierde koning tussen Lugalbanda en Gilgamesj. "Dumuzi de visser" zou 100 jaar over Uruk geregeerd hebben. Achter deze Dumuzi gaat waarschijnlijk de historische koningsfiguur schuil.

## Dumuzi en Inanna

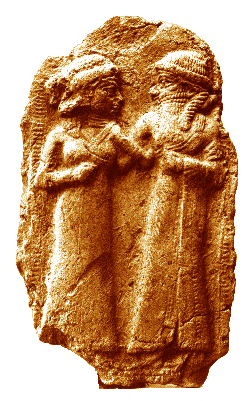
Beeltenis van het huwelijk tussen Dumuzi (rechts) en Inanna (links)

Als koning van Uruk zal Dumuzi ongetwijfeld betrokken geweest zijn bij de cultus van Inanna (later vereenzelvigd met Ishtar), de godin van de liefde, de vruchtbaarheid en de voortplanting. Na zijn vergoddelijking werd hij gezien als de ongelukkige echtgenoot van de godin. 
Samen met Inanna is hij de hoofdpersoon van een belangrijke cyclus van mythen:
- Dumuzi en Enkimdu: Inanna het hof gemaakt
- Het huwelijk van Dumuzi en Inanna
- Inanna's afdaling in de onderwereld
- De dood van Dumuzi

Hoewel hij erin slaagde Inanna het hof te maken en te huwen, was hij haar ontrouw in die zin dat hij haar - tijdens haar afdaling in de onderwereld - niet beweende. Zij nam wraak en in De dood van Dumuzi wordt verhaald hoe hij door demonen naar de onderwereld wordt gesleept. 
Latere koningen noemden zich graag "echtgenoot van Inanna" en vereenzelvigden zich zo met hun illustere voorganger. 

## Tammuz en Ishtar

### Mythe
Onder de benaming Tammuz was hij in de Babylonische en Kanaänietische mythologie de god van de vegetatie en de oogst, die beurtelings opkwam en stierf zoals het graan. Zijn huwelijk met Ishtar leidde steevast tot zijn dood. Net zoals het koren plots werd gemaaid op het gloriemoment van zijn bestaan, zo ook werd Tammuz gedwongen naar de onderwereld Aralu te keren. Ishtar was dan overweldigd van verdriet door haar verlies van de jeugdige krachtige echtgenoot en onderging een periode van diepe rouw en lamentatie.
Volgens de mythe kreeg Ishtar het van haar zus Eresjkigal in de onderwereld gedaan om hem terug te krijgen, op voorwaarde dat hij de tweede helft van het jaar opnieuw bij haar mocht doorbrengen. Daarop keerde Tammuz terug bij de levenden en hernam zijn positie aan de poort van de hemelgod Anu. Aan die hemelpoort kwam de wijze Adapa hem tegen, nadat die zelf door Anu terecht was gewezen voor het toepassen van te veel macht. Adapa vleide Tammuz, die in ruil tussenbeide kwam in zijn zaak.
Belili was de zus van Tammuz volgens een tekst, maar het zou ook om Bilulu kunnen gaan.

### Cultus
Zijn cultus was erg populair bij het volk, al ging het niet om een godheid van hoge rang. Bij het zomersolstitium ving er in het oude Nabije Oosten evenals in Anatolië en het Oude Griekenland een periode van inkeer en rouw aan. De Babyloniërs zagen dat de dagen gingen korten en merkten de voortgang van de zomerhitte en de droogte op. Zij markeerden deze samengang met een periode van zes dagen rouw voor de gestorven god. Jaarlijks namen de aanhangers van Tammuz en Ishtar deel aan de rituele rouwperiode. Het bewenen van zijn dood was onderwerp van een belangrijke cultus, die lang op vele plaatsen in het Midden-Oosten, beoefend werd. Dit wordt ook in de Bijbel vermeld. Door sommige Israëlieten - vooral door vrouwen - werd de dood van Tammuz beweend tot in de tempel van Jeruzalem. In de Hebreeuwse Bijbel wordt verwezen naar een gelijknamige god. Tot afschuw van de profeet Ezechiël (8.14-15) beweenden aan de tempelpoort in Jeruzalem een aantal vrouwen "De Tammuz" (Hebreeuws: התמוז) nog zeker tot in 720 v.Chr.
In Babylonië werd de maand Tammuz aan de gelijknamige god gewijd. De Syrische Adonis ("heer") die in het pantheon van de Griekse mythologie werd betrokken via de Phrygische mythologie was eveneens een weergave van dezelfde godheid, zoon-echtgenoot.